# Fernando Aldo Salino
Fernando Aldo Salino (Junín, Argentina; 26 de octubre de 1960) es un licenciado en administración y político argentino del Partido Justicialista. Fue diputado de la nación argentina por la Provincia de San Luis desde 2013 a 2015. Es Senador de la Nación Argentina por la Provincia de San Luis desde 2023.

## Biografía
Nacido en Junín, Buenos Aires, Salino se licenció en administración en la UBA. Con la llegada de la democracia, comenzó a trabajar como asesor del entonces Senador Alberto Rodríguez Saá. Además, trabajo como profesor de ciencias económicas para docentes de enseñanza media. Más adelante, fue profesor universitario en la Universidad del Salvador.
En 2001 se radicó en San Luis, y en 2011 fue elegido concejal de la ciudad de San Luis. En las elecciones de 2013, fue electo Diputado Nacional por esa Provincia en el bloque Compromiso Federal.
Tras el término de su etapa como diputado, en 2018 fue nombrado rector de la Universidad de la Punta.
En octubre de 2023 fue electo Senador de la Nación Argentina por la Provincia de San Luis en las Elecciones legislativas de 2023.

## Vida personal
Salino viene de una familia con cinco hermano, y es casado con Moira Faur. Su hermana, Tona Salino, fue Diputada Provincial de San Luis.